# Arcuella
Arcuella is een geslacht van weekdieren uit de klasse van de Gastropoda (slakken).

## Soort
- Arcuella mirifica G. Nevill & H. Nevill, 1874